# 斯圖爾特鎮區 (愛荷華州加斯里縣)
斯圖爾特鎮區（英語：Stuart Township）是位於美國愛荷華州加斯里縣的一個行政鎮區。

## 地方資料
根據2010年美國人口普查的數據，斯圖爾特鎮區的面積為25.70平方千米，當中陸地面積為25.64平方千米，而水域面積為0.06平方千米。當地共有人口1064人，而人口密度為每平方千米41.4人。